# Pehani
Pehani je priimek več znanih Slovencev:
- Andrej Pehani, elektroenergetik (dr.)
- Beno Pehani (1889—1972), dr.
- Beno Pehani (*1931), elektrotehnik, univ. prof.
- Ernest Pehani (1900—1971), elektrotehnik, univ. prof.
- Evgen Pehani (1905—1998), kemik
- Gojmir Pehani (1903—1974), telovadec (inž.)
- Helena Pehani Justin (1875—1953), učiteljica, Cankarjeva mladostna ljubezen
- Hubert Pehani (1900—1995), biolog, anatom, filozof, prof. MF, prvi direktor Biološkega inštituta UL
- Ignac Pehani (1857—1934), rudarski inženir
- Igo Pehani (1886—1942), rudarski strokovnjak in pravnik
- Majda Pehani, arhitektka
- Mira Pehani, urednica slov.programa avstrijska RTV (ÖRF)
- Pavel Pehani (1899—1964), zdravnik ginekolog
- Peter Pehani, fizik, strokovni sodelavec in 1. prejemnik modrega znaka ZRC SAZU